# Vila Caiz
Vila Caiz is een plaats (freguesia) in de Portugese gemeente Amarante en telt 3 398 inwoners (2001).